# Campeonato de Primera División 1937 (Argentina)
El Campeonato de Primera División 1937, llamado oficialmente Copa Campeonato Primera División, fue el noveno torneo y ocupó la séptima temporada del fútbol profesional de la Primera División de Argentina. Superado el ensayo del año anterior, se volvió al formato de dos ruedas de todos contra todos, en partido y revancha, con los mismos 18 equipos que venían disputando los torneos anteriores.
Fue campeón, ganando su primer tricampeonato, el Club Atlético River Plate, consagrado dos fechas antes del final del certamen con un resonante triunfo por 6 a 0, frente al descendido Asociación Atlética Argentinos Juniors, que hizo de local en el estadio del Club Ferro Carril Oeste.
Después de haberse reestructurado la Segunda División, donde ya no participaron las reservas de los clubes de Primera, se estableció por primera vez en el profesionalismo el sistema de ascensos y descensos. Así, los primeros en descender fueron Argentinos Juniors y Quilmes, que ocuparon los últimos puestos en la tabla de posiciones.

## Equipos
| Equipo             | Ciudad               |
| ------------------ | -------------------- |
| Argentinos Juniors | Buenos Aires         |
| Atlanta            | Buenos Aires         |
| Boca Juniors       | Buenos Aires         |
| Chacarita Juniors  | Buenos Aires         |
| Estudiantes        | La Plata             |
| Ferro Carril Oeste | Buenos Aires         |
| Gimnasia y Esgrima | La Plata             |
| Huracán            | Buenos Aires         |
| Independiente      | Avellaneda           |
| Lanús              | Lanús                |
| Platense           | Buenos Aires         |
| Quilmes            | Quilmes              |
| Racing Club        | Avellaneda           |
| River Plate        | Buenos Aires         |
| San Lorenzo        | Buenos Aires         |
| Talleres           | Remedios de Escalada |
| Tigre              | Victoria             |
| Vélez Sarsfield    | Buenos Aires         |

### Distribución geográfica de los equipos
| Región                 | Cant. | Equipos |
| ---------------------- | ----- | --- |
| Ciudad de Buenos Aires | 10    | Argentinos Juniors, Atlanta, Boca Juniors, Chacarita Juniors, Ferro Carril Oeste, Huracán, Platense, River Plate, San Lorenzo y Vélez Sarsfield |
| Conurbano bonaerense   | 6     | Independiente, Lanús, Quilmes, Racing Club, Talleres (RdE) y Tigre                                                                              |
| Ciudad de La Plata     | 2     | Estudiantes y Gimnasia y Esgrima |

## Tabla de posiciones final
| Pos. | Equipo                  | Pts. | PJ | PG | PE | PP | GF  | GC  | Dif. |
| ---- | ----------------------- | ---- | -- | -- | -- | -- | --- | --- | ---- |
| 1.º  | River Plate             | 58   | 34 | 27 | 4  | 3  | 106 | 43  | 63   |
| 2.º  | Independiente           | 52   | 34 | 25 | 2  | 7  | 106 | 54  | 52   |
| 3.º  | Boca Juniors            | 45   | 34 | 20 | 5  | 9  | 101 | 57  | 44   |
| 4.º  | Racing Club             | 40   | 34 | 16 | 8  | 10 | 87  | 65  | 22   |
| 5.º  | Vélez Sarsfield         | 40   | 34 | 18 | 4  | 12 | 63  | 58  | 5    |
| 6.º  | San Lorenzo             | 39   | 34 | 15 | 9  | 10 | 70  | 62  | 8    |
| 7.º  | Huracán                 | 38   | 34 | 17 | 4  | 13 | 82  | 62  | 20   |
| 8.º  | Gimnasia y Esgrima (LP) | 37   | 34 | 16 | 5  | 13 | 68  | 60  | 8    |
| 9.º  | Ferro Carril Oeste      | 35   | 34 | 15 | 5  | 14 | 78  | 79  | −1   |
| 10.º | Estudiantes (LP)        | 34   | 34 | 13 | 8  | 13 | 63  | 64  | −1   |
| 11.º | Atlanta                 | 31   | 34 | 12 | 7  | 15 | 61  | 66  | −5   |
| 12.º | Platense                | 31   | 34 | 12 | 7  | 15 | 61  | 67  | −6   |
| 13.º | Lanús                   | 31   | 34 | 13 | 5  | 16 | 68  | 79  | −11  |
| 14.º | Chacarita Juniors       | 29   | 34 | 10 | 9  | 15 | 63  | 76  | −13  |
| 15.º | Talleres (RdE)          | 26   | 34 | 10 | 6  | 18 | 60  | 88  | −28  |
| 16.º | Tigre                   | 25   | 34 | 11 | 3  | 20 | 62  | 84  | −22  |
| 17.º | Argentinos Juniors      | 11   | 34 | 4  | 3  | 27 | 44  | 111 | −67  |
| 18.º | Quilmes                 | 10   | 34 | 3  | 4  | 27 | 42  | 110 | −68  |

|  | Campeón.                         |
|  | Descendió a la Segunda División. |

## Descensos y ascensos
Argentinos Juniors y Quilmes descendieron a Segunda División. Al producirse sólo el ascenso de Almagro, para el Campeonato de Primera División 1938 el número de equipos participantes se redujo a 17.

## Goleadores
| Jugador              | Jugador             | Goles | Equipo        |
| -------------------- | ------------------- | ----- | ------------- |
| Bandera de Paraguay  | Arsenio Erico       | 48    | Independiente |
| Bandera de Argentina | José Manuel Moreno  | 32    | River Plate   |
| Bandera de Argentina | Herminio Masantonio | 28    | Huracán       |
| Bandera de Argentina | Evaristo Barrera    | 27    | Racing Club   |
| Bandera de Argentina | Bernabé Ferreyra    | 27    | River Plate   |

## Copas nacionales
Durante la temporada se disputó también la siguiente copa nacional:
- Copa Ibarguren: ganada por el Club Atlético River Plate.